# Детектив Раш
«Детектив Раш» (англ. Cold Case) — американская детективная полицейская драма, впервые вышедшая на экраны 28 сентября 2003 года на канале CBS. Несмотря на систематические обвинения в плагиате, телесериал имел значительный успех в телевизионных рейтингах на протяжении большей части периода своей трансляции и демонстрировался не только в США, но и во множестве других стран мира. Телесериал выходил на экраны семь лет и был закрыт в 2010 году из-за сильного падения рейтингов. Последний эпизод был показан телезрителям 2 мая 2010.

## Сюжет
Телесериал рассказывает о полицейских Филадельфии, работающих в отделе по расследованию убийств. Отделом руководит старший сержант Джон Стиллмен (Джон Финн), его основная команда состоит из детективов Лилли Раш (Кэтрин Моррис) её напарника Скотти Валенса (Дэнни Пино), а также детективов Уилла Джеффриса (Том Бэрри) и Ника Веры (Джереми Рэчфорд). Позднее, постоянным членом команды Стиллмена стала детектив Кэт Миллер (Трейси Томс). Им приходится иметь дело как с убийствами, совершёнными на бытовой почве, так и с профессиональными преступниками и серийными убийцами. Команда Стиллмена занимается расследованием различных убийств, преимущественно мёртвых дел, по разным причинам не раскрытых полицией на протяжении многих лет.
Одновременно с расследованием убийств развивалась личная жизнь главных персонажей телесериала. В телесериале широко затрагивается множество сложных социальных и личных проблем (в том числе таких как судебные ошибки, полицейский произвол и гомофобия), необычные человеческие увлечения и привычки, часто не поддающиеся однозначному определению и оценке. Каждая серия сериала посвящена отдельной истории, без сквозных историй на несколько эпизодов.

## Персонажи
- Лилли Раш (Кэтрин Моррис) — детектив отдела убийств. Для неё мертвые ближе живых, и из-за этого у неё проблемы с личной жизнью. Имеет младшую сестру Кристину, которая занимается жульничеством. Лилли Раш стала первой женщиной в убойном отделе полиции Филадельфии.
- Скотти Веленс (Дэнни Пино[англ.]) — напарник Лилли, детектив отдела убийств. Сын кубинца и пуэрто-рикански.  У него также как и у Лилли сложность в личных отношениях: девушка, которую он любит с ранней молодости, страдает развивающимся в худшую сторону психическим заболеванием, позднее умирает. После этого у него начинаются отношения с Кристиной, сестрой Лилли, когда та приезжает ненадолго в Филадельфию.
- Уилл Джеффрис (Том Бэрри) — детектив отдела убийств, самый старший в команде, полицейский ветеран. Внешне детектив Джеффрис спокоен, но он, как и все детективы отдела убийств, переживает за жертв.
- Ник Вера (Джереми Рэчфорд[англ.]) — напарник Джеффриса, детектив отдела убийств. Непринужденный и иногда неотесанный детектив Вера — эффективный следователь.
- Лейтенант Джон Стиллмен (Джон Финн) — лейтенант отдела убийств, начальник Лилли, Скотти, Джеффриса и Веры. Относится к Лилли с отеческой заботой. Ветеран Вьетнамской войны.

## Эпизоды
Всего на экраны вышло 7 сезонов телесериала, состоящих из 156 серий. В России телесериал был полностью показан телеканалом НТВ. Из-за проблем с авторскими правами на различные песни, звучащие практически во всех эпизодах, телесериал никогда не издавался на региональных DVD.
В 2010 году телесериал был закрыт, так как его рейтинги в последних двух сезонах стали очень сильно падать.

## Награды
- GLAAD Media Awards (2006) (победа)
- Imagen Awards (2006) (Пэрис Барклай, победа в номинации «Выдающаяся режиссура в драматическом сериале»)

## Обвинения в плагиате
После просмотра первых эпизодов нового шоу, некоторые телезрители и телекритики заметили подозрительную схожесть формата этого американского телесериала с канадской полицейской драмой «Тайна нераскрытых преступлений» (она стала выходить на экраны с 1998 года). Поклонники канадского телесериала обвинили создателей «Детектив Раш» в незаконном копировании концепции. В 2003 году канадские продюсеры всерьёз задумались о предъявлении правовых претензий в адрес телесериала «Детектив Раш». Обвинения в плагиате только усилились, когда стало известно что Мередит Стим бывала в Канаде и посещала курсы телевизионного мастерства, где ей рассказали некоторые концепции полицейской драмы «Тайны нераскрытых преступлений». Продюсеры обоих шоу впоследствии вели активную переписку, чтобы уладить неприятное недоразумение.

## Адаптации
Компания Star Media сняла российскую адаптацию американского телесериала «Детектив Раш» под названием «Без срока давности». Шоу насчитывает 25 серий.
Со 2 по 12 апреля 2012 года первые 8 серий были показаны в эфире украинского канала СТБ, после чего телесериал навсегда пропал из эфирной сетки канала.
В 2016 году в Японии была снята ещё одна адаптация телесериала «Детектив Раш». В японском телесериале действие происходит в Йокогаме.